# Usine de retraitement de la Hague

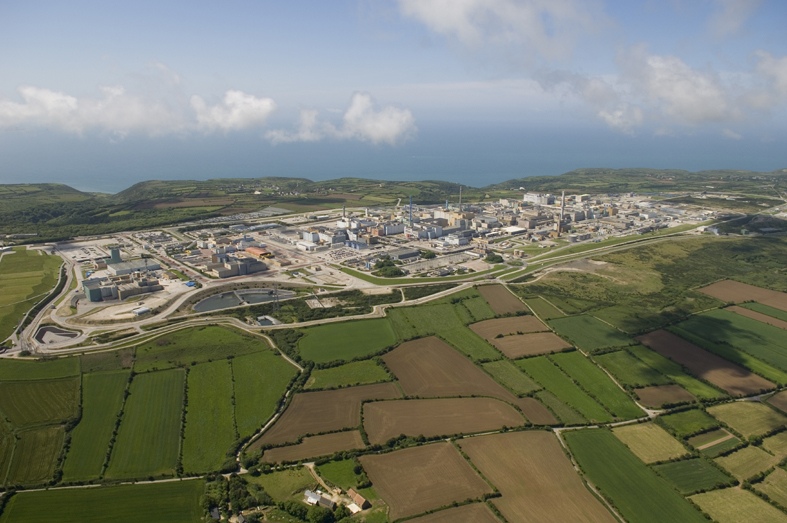
Vue aérienne de l'usine. On distingue à gauche, jouxtant l'usine, les couvertures herbeuses du Centre de stockage de la Manche

L’usine de retraitement de la Hague est un centre de traitement du combustible nucléaire usé détenu par Orano Recyclage (anciennement Areva NC), dans lequel on traite le combustible nucléaire provenant principalement des réacteurs nucléaires français et une partie de celui provenant des réacteurs d'Allemagne, de Belgique, de Suisse, des Pays-Bas et du Japon, pour en séparer les matières nucléaires valorisables des autres éléments radioactifs.
Entrée en service en 1966, l'usine est située près du cap de la Hague, dans la commune de La Hague, au nord-ouest de la pointe de la péninsule du Cotentin, à 25 kilomètres à l'ouest de Cherbourg-en-Cotentin (dans le département de la Manche, en région Normandie).
Ouverte par le Commissariat à l'énergie atomique, l’usine de traitement de la Hague est exploitée depuis 1976 par la Cogema, devenue Areva NC puis Orano Cycle. Elle est transférée à Orano Recyclage lors de la scission d'Orano Cycle.
Plus de 5 000 personnes travaillent sur le site, dont environ 4 000 directement pour Orano.
En bordure de l'usine se trouve le centre de stockage de la Manche.

## Activité

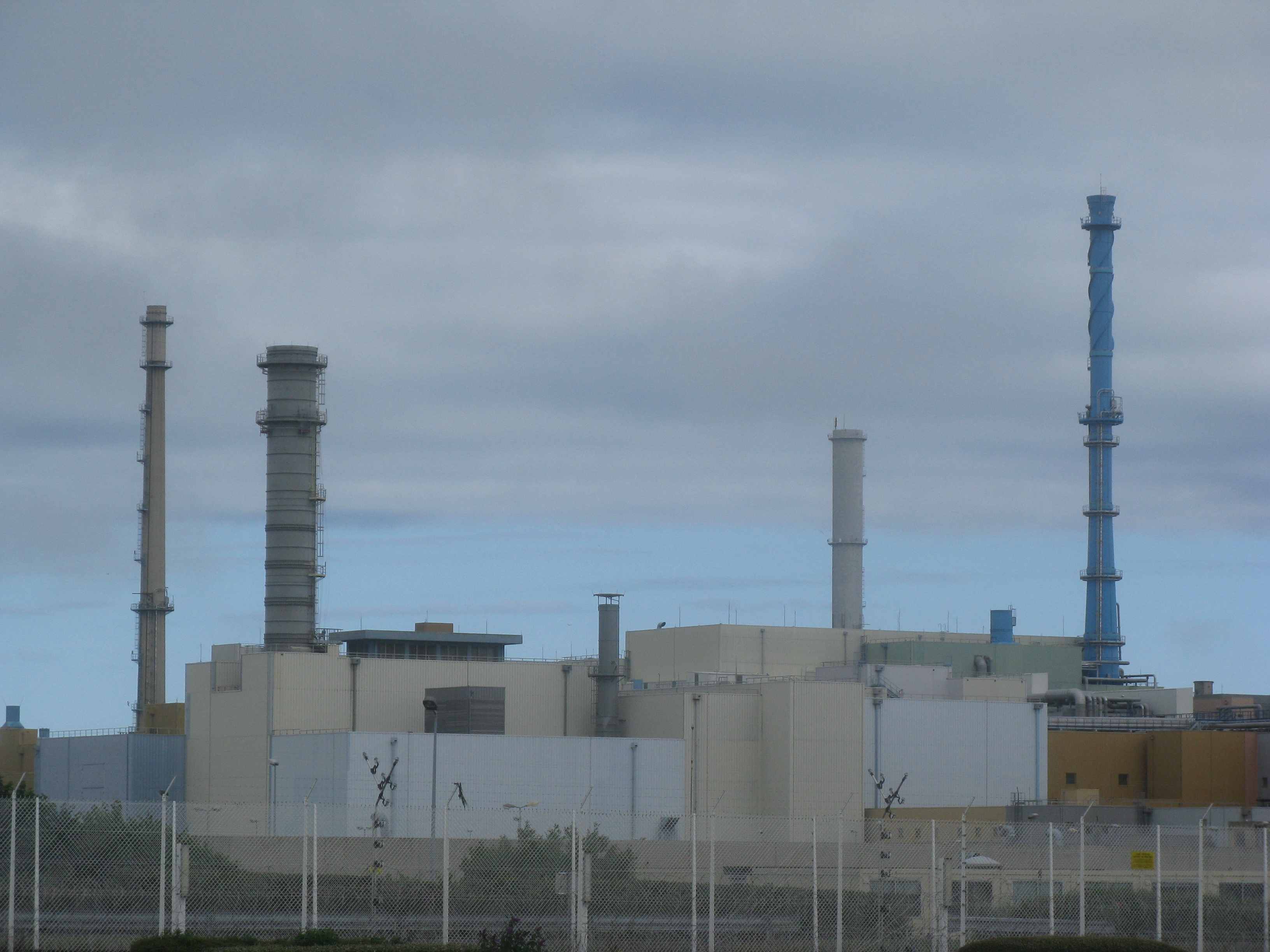
Usine de retraitement de la Hague

D'une capacité industrielle de traitement de 1 700 tonnes (pour les usines UP2-800 et UP3) de combustibles usés par an, le complexe industriel en a traité 1 100 tonnes en 2005. Elle consomme de l'électricité à hauteur d'environ 520 GWh/an, soit encore 0,52 TWh/an, fournie à partir du  poste de transformation de Tollevast.
À la sortie du réacteur, un combustible nucléaire usé contient environ 96 % de matières énergétiques à retraiter partiellement (95 % d'uranium et 1 % de plutonium) polluées par 4 % d'actinides et de produits hautement dangereux et non réutilisables : les déchets HAVL. Ces derniers sont traités et conditionnés, aujourd'hui par vitrification, en vue de leur entreposage en surface et éventuellement de leur stockage en couche géologique profonde. Les déchets provenant de l'étranger sont — après un certain temps — réexpédiés aux clients étrangers qui ont obligation de les reprendre (obligation confirmée par la loi Bataille en 1991). Un des objectifs de ce recyclage est de réduire la quantité de déchets radioactifs à stocker en milieu confiné.
La loi Transparence et Sureté Nucléaire de juin 2006 rappelle l’interdiction de stocker de façon définitive sur le sol français des déchets étrangers. À ce titre, au 1er janvier 2015, 96 % des déchets vitrifiés et 15 % des déchets métalliques compactés ont été renvoyés vers les clients étrangers.
Le plutonium récupéré est transporté à Marcoule où il est utilisé pour fabriquer du combustible MOX. Le nitrate d’uranyle obtenu est quant à lui transformé en octaoxyde de triuranium (U3O8) à l'usine Orano de Pierrelatte en vue d’être enrichi pour être réutilisé dans de nouveaux assemblages de combustibles.
Le recyclage des combustibles usés permet de réduire le volume des déchets d’un facteur 5 et de diminuer la radiotoxicité des déchets d’un facteur 10 en valorisant le plutonium sous forme de combustible MOX. Les opérations de séparation, purification, conditionnement et entreposage sont effectuées sur le site d’Orano la Hague.

### Opérations de traitement du combustible usé
À l'usine de la Hague, le traitement du combustible usé est organisé au sein de deux usines de plutonium (UP2 et UP3) - conçues sur le modèle de l'usine d'extraction du plutonium de Marcoule (UP1). Ces usines comprennent chacune plusieurs ateliers :
- atelier de tête pour le cisaillage et la dissolution du combustible
- atelier d'extraction pour séparer l'uranium et le plutonium des produits de fission et des actinides mineurs.
- ateliers de purification pour l'uranium ou le plutonium
- atelier de vitrification des déchets de haute activité
- atelier de stockage de l'uranium ou du plutonium
- atelier de conditionnement des déchets de faible ou moyenne activité
- atelier de traitement des effluents liquides

## Historique

### Les années 1960: une origine militaire
Avec la volonté gaullienne de doter la France de la bombe atomique, il a fallu développer la production de plutonium. Pour cela, le Commissariat à l'énergie atomique a ouvert l'Usine d'extraction du plutonium de Marcoule en 1958, et pour pallier une éventuelle défaillance de celle-ci, a mis en projet une seconde usine d'extraction de plutonium,.
Le site de la Hague est choisi par les concepteurs de l'usine en raison de son socle géologique ancien (allant jusqu'au cycle icartien d'âge paléoprotérozoïque ) et stable, à l'abri des tremblements de terre, et de la présence de vents forts et d'un puissant courant de marée, le raz Blanchard, propices à l'évacuation et à la dispersion des effluents radioactifs.
Le 10 août 1961 paraît le décret déclarant d'utilité publique et urgent les travaux de construction d'un centre de traitement de combustibles usés pour en extraire du plutonium. Les travaux commencent en 1962 sur le plateau du Haut-Marais. L'usine devient opérationnelle en 1966 avec l'arrivée du premier combustible usé à traiter : un "château" d'uranium naturel graphite gaz en provenance du réacteur de Chinon.

### Les années 1970: la reconversion dans le civil

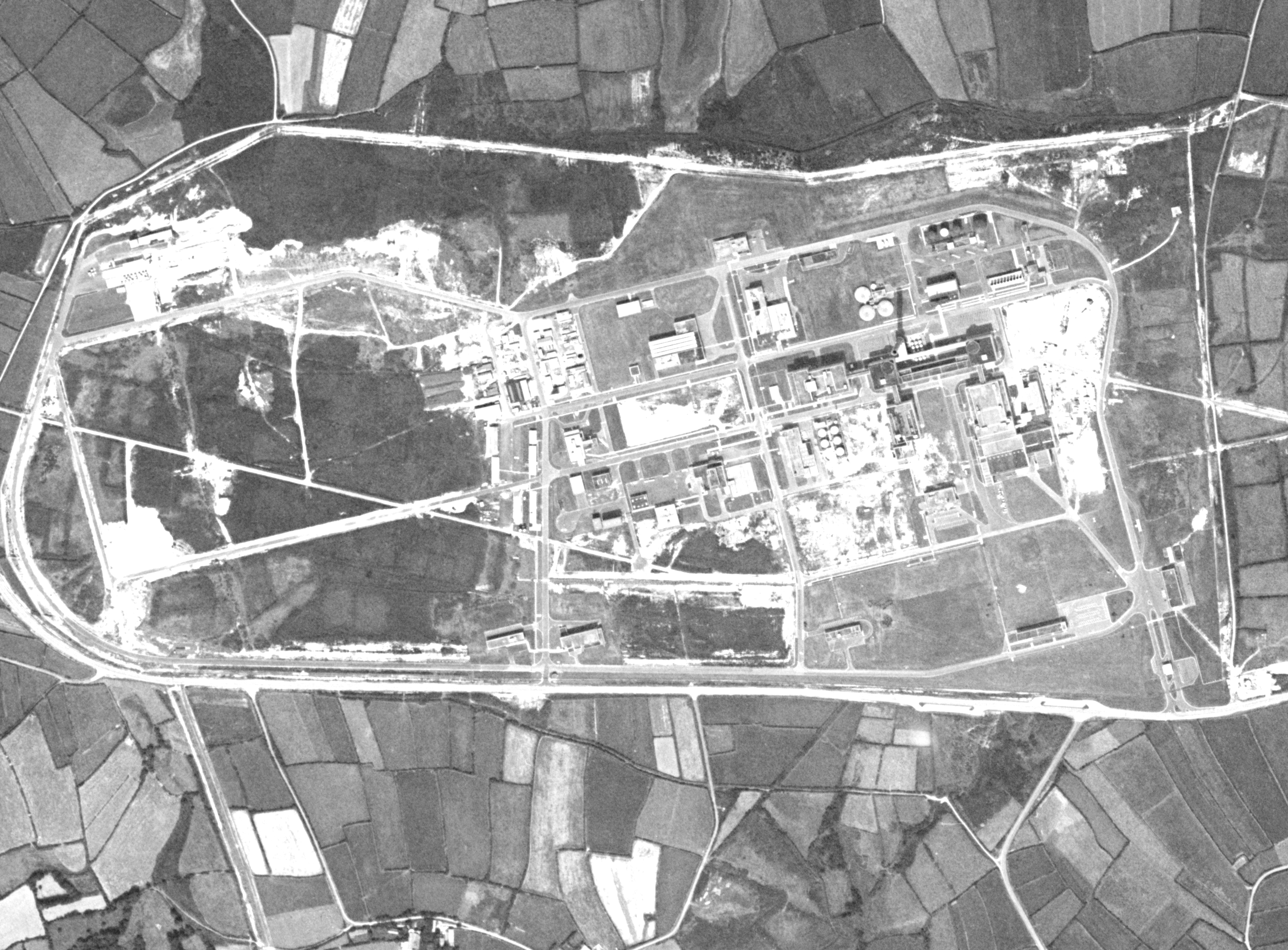
Photo de l'usine de la Hague prise en août 1973 par un satellite de reconnaissance KH-9.

En 1969, alors que Georges Pompidou redéfinit la politique nucléaire française, des rumeurs courent sur la fermeture de l'usine, devenue inutile pour l'armée du fait de stocks de plutonium militaire désormais suffisants. Les effectifs de l'usine sont réduits d'un tiers avec le départ de 350 salariés, marquant la fin de l'emprise militaire. Il semble qu'aucun gramme de plutonium provenant du site de la Hague n'ait eu en définitive un usage d'armement.
À partir de cette date, l'usine s'oriente vers un traitement du combustible civil, soutenu par le choix de Valéry Giscard d'Estaing du « tout nucléaire » à la suite du premier choc pétrolier.
Les ingénieurs anticipent la génération des REP d'EDF par la mise en place de l'atelier HAO (Haute activité oxyde) ou UP2-400. En 1976, le CEA cède l'usine à la nouvelle entreprise publique, la Cogéma, qui gère désormais une usine de traitement des déchets nucléaires visant à retraiter le combustible français d'EDF et étranger. À l'époque, ce passage à une entreprise publique mais de droit privé est vu par le personnel et les élus locaux comme un désengagement de l'État vis-à-vis du nucléaire et leur fait craindre une gestion des risques moins draconienne. Les agents inquiets commencent à parler. La CFDT réalise cette année-là un documentaire Condamné à réussir, électrochoc pour la population. Sur fond d'opposition à la privatisation, il illustre les difficiles conditions de travail, traite des dangers d'irradiations, fait part de l'inquiétude des agents. Ce document est ensuite utilisé par les antinucléaires. Les cadres de la Cogéma acceptent mal cette critique interne.
Dès 1970, les  militants antinucléaires s'organisent et créent le Comité contre la pollution atomique dans la Hague. Ils sont rejoints en 1972 par Didier Anger, qui devient rapidement l'un des plus actifs opposants à la « nucléarisation » de la Hague, s'opposant tant à l'extension de l'usine de retraitement de la Hague qu'à la construction de la centrale nucléaire de Flamanville.
Traitement avec succès des premiers combustibles de la filière à eau légère sur UP2-400. La capacité de cette usine est évaluée à 400 tonnes par an d’où son nom.
En 1978, une pièce métallique radioactive a été dérobée par un employé de l’usine de La Hague et glissée sous le siège de voiture de son supérieur.

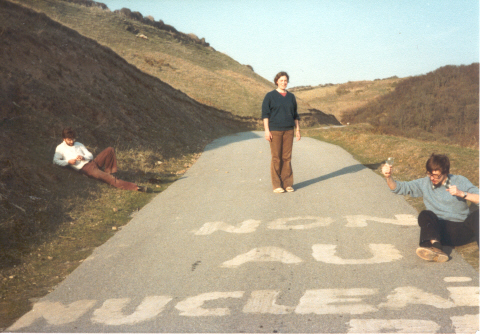
Opposants au nucléaire dans la Hague, en 1979.

En 1978, des manifestations se produisent dans la région contre la future centrale nucléaire de Flamanville. C'est l'arrivée dans le port de Cherbourg des premiers combustibles étrangers (en provenance du Japon) qui rappellera l'existence de l' « usine atomique », en janvier 1979. Les grues du port sont alors occupées, de grandes manifestations réunissent 8 à 10 000 personnes dans les rues cherbourgeoises.
Parmi les opposants, on compte le poète normand Côtis-Capel.
La responsabilité de l’exploitation des INB No 33,38, 47 et 80 est transférée du CEA à la compagnie générale des matières nucléaires (COGEMA) en 1978.
En avril 1979 à la suite des contrats avec le Japon, le projet de l’usine UP3 destiné aux clients étrangers de COGEMA est rendu public. En parallèle avec le premier choc pétrolier de 1973, EDF développe son parc de réacteurs. Cette augmentation des besoins de traitements imposent de déclarer en 1980, par décret, d’utilité publique les travaux d’accroissement de la capacité de traitement du site de la Hague.

### Les années 1980: le «Grand chantier»
Un décret d'utilité publique de 1980 confirmé par la gauche arrivée au pouvoir, permet des travaux d'extension de l'usine, dont la nouvelle unité (UP3) qui entrera en service dix ans plus tard. C'est le lancement du Grand chantier, qui transforme en une décennie la Hague.
En 1981, COGEMA est autorisé par décrets à construire l’usine UP3 d’une capacité de 800 tonnes par an pour le traitement de combustibles de la filière à eau légère, ainsi que l’usine UP2 800 de vocation et capacité identiques. STE 3, la nouvelle station de traitement des effluents liquides de UP3 et UP2 800, sera également créée afin de mieux gérer les effluents et de réduire fortement les rejets en mer.
Le 6 janvier 1981, un incendie est déclenché par des déchets radioactifs (des boues bitumées issues du retraitement) dans un silo de stockage non confiné. Le silo 130 contient uniquement des déchets de structures provenant d’activité de traitement des combustibles graphite-gaz usés.
À la radio, on assurait que rien ne s’était échappé en dehors des clôtures, qu’il n’y avait pas de vent. Cet incident grave est classé au niveau 3 de l'échelle internationale des événements nucléaires (INES). À cette occasion, les services de la Cogéma et les militants écologistes de Greenpeace se livrent à une guerre de communication.
Afin d’informer le public de ses activités, COGEMA crée en 1981 le Bulletin Hebdomadaire d’Information (BHI repris dans la presse locale) devenu Actu site puis arrêté en 2013 pour être remplacé par des supports numériques.
La commission spéciale permanente d’information (CSPI) de l’établissement de la Hague démarre en 1981, elle devient CLI (Commission Locale d’Information) en mai 2008.
À partir de 1984, mise en service progressive des nouvelles installations:
- de 1986 à 2001 pour UP3;
- de 1984 à 2002 pour UP2 800;
- de 1987 à 1997 pour STE3.

L’année 1987 voit l’arrêt du traitement de combustibles UNGG (Uranium Naturel-Graphite-Gaz) sur UP2 400.

### Les années 1990: polémiques sur les rejets radioactifs
Depuis 1993, la convention sur la prévention de la pollution des mers résultant de l'immersion de déchets interdit l'immersion en mer de déchets nucléaires à partir de navires, d’aéronefs, de plates-formes ou de toute construction humaine située en mer, mais n'empêche pas l'évacuation en mer de déchets provenant d'une usine terrestre telle que l'usine de la Hague.
Après une première version en novembre 1995, un rapport du professeur Jean-François Viel conclut en janvier 1997, à une multiplication par 2,87 du risque de leucémie infantile chez les enfants fréquentant régulièrement les plages du Nord-Cotentin dans un rayon de 35 km autour de l'usine. Vivement rejetées par les élus locaux, les conclusions du rapport divisent les scientifiques.
Fin 1997, constitution dans le cadre du prolongement de la commission du Pr Souleau et de l’enquête du Pr. Spira, du Groupe Radioécologie Nord-Cotentin. Ce groupe indépendant et pluriel dans sa constitution est animé par Mme Sugier de l'Institut de Protection et de Sûreté Nucléaire (IPSN). COGEMA participe pleinement aux travaux du GRNC en fournissant toutes les informations se rapportant aux modèles, aux résultats des mesures et aux rejets. L’ensemble de ces données sont validées par les membres de la commission.
La polémique ressurgit en mars 1997, quand Greenpeace médiatise une mesure de la radioactivité émanant de la conduite de rejet en mer des effluents, découverte par une grande marée. Le retentissement national oblige la COGEMA à procéder au nettoyage et à la récupération du tartre accumulé à l'intérieur de la canalisation et concentrant la radioactivité, couche de tartre qui avait fixé des quantités importantes de radionucléides,. Son décapage pollue l'environnement marin. Une analyse de la CRIIRAD indique des contaminations de crustacés (crabes et homards). L'OPRI soutient alors que cette contamination est conforme aux normes européennes, sans préciser que les limites qu'il invoque sont réservées aux accidents nucléaires.[réf. nécessaire]
Le rayonnement émis par 100 tonnes de tartre (ruthénium, antimoine, césium) déposées au fil du temps sur les parois intérieures de l’émissaire est à l’origine du débit de dose mesuré au contact (300 microsieverts) de la conduite de rejet. Cette valeur validée par l’OPRI (Office de protection contre les rayonnements ionisants) confirme que pour atteindre la dose maximale définie par la loi de « 1 millisivert par an », une personne devait rester collée trois heures et vingt minutes au contact de la conduite de rejet. En juillet 1997 COGEMA a entrepris une opération de détartrage de la conduite prévue et préparée depuis un an. La partie du tuyau susceptible d’être découverte par les plus grandes marées a été recouverte d’un revêtement en béton. L’opération de détartrage a été une réussite technique.
Fin juin 1997, l’OPRI récupérait un crabe perché sur l’extrémité de la conduite de rejet. Sa radioactivité mesurée était comprise entre 150 et 250 becquerels par kilo, loin du seuil légal de consommation de 600 becquerels Dans la zone de pêche autorisée située à 1 km du tuyau, la radioactivité tombe sous la barre de 1 becquerel. Elle est à l’identique pour les poissons. La contamination maximale relevée de 111 becquerel par kilo frais vaut pour les poissons et provient du potassium 40 radioéléments naturels. Le radioélément artificiel trouvé est le césium 137, il affichait seulement 0,71 becquerel par kilo frais. Dans le milieu marin situé à 1 km de la conduite, la radioactivité due aux éléments artificiels est toujours très inférieure à la radioactivité naturelle.[réf. nécessaire]
En juillet 1999, le GRNC (Groupe Radioécologie Nord-Cotentin) rend sa conclusion : « Aucun lien n’a pu être démontré entre l’usine nucléaire de la Hague et l’excès de leucémies constaté ». En ne retenant que les personnes ayant des comportements supposés maximiser l’exposition (fréquentation des plages, consommation de poissons, mollusques et crustacés locaux) le risque n’augmente pas de façon notable.
À partir de 1998 une lettre des résultats environnementaux est diffusée par Areva aux parties prenantes et distribuée sur demande. Dès 1999 les résultats sont disponibles sur le Web.

### Les années 2000: la réduction des effectifs
En 2000, les contrats décennaux d'UP3 prennent fin, laissant la place à des contrats au forfait, se traduisant par une réduction d'effectif. Selon Bruno Blanchon, secrétaire CGT Cogema de La Hague, la réduction des effectifs a des conséquences sur la sécurité du site.
Fin 1999 la fin des contrats Cost+Fees laisse place aux contrats au forfait post-2000 avec une baisse du tonnage à traiter de l’ordre de 25 %. Pour pérenniser son activité dans ce contexte, COGEMA lance SITOP la nouvelle organisation qui sera plus souple, plus flexible et plus réactive. La mise en place de cette organisation préserve les effectifs CDI constants tout en maintenant un haut niveau de sureté/sécurité.
Dans le cadre d'une enquête publique du 2 février au 3 avril 2000, la COGEMA demande à être autorisée à retraiter des combustibles plus irradiés : combustibles MOx ou provenant de réacteurs de recherche - sans aucune révision de ses autorisations de rejets.
Dans les années 2000, la contestation est toujours concentrée sur les actions médiatisées de Greenpeace lors du transport des déchets avant ou après recyclage, ou autour de prélèvements indépendants faits à la sortie du tuyau de rejet en mer et d'études sur le risque sanitaire (leucémies…).
En 2002, création des "visites buissonnières" pour suppléer l’arrêt des visites du site pour le grand public dans le cadre de l’application du plan vigie-pirate renforcé.
Par décrets officiels du 10 janvier 2003, la capacité de chacune des installations UP2 800 et UP3 est portée à 1 000 t/an, avec la limite de traitement de 1 700 t/an pour l’ensemble du site.
À partir de 2003, la lettre externe « COGEMA en direct » puis « Areva en direct » est envoyée dans tous les foyers de la Manche, soit 164 000 exemplaires. Le dernier envoi de la lettre date de juillet 2011.
En 2004, arrêt définitif du traitement de combustibles dans l’usine UP2 400 (INB N°33,38 et 80). Publication le 31 juillet 2009 du décret autorisant Areva NC à procéder aux opérations de mise à l’arrêt définitif et de démantèlement de l’INB no 80 dénommée atelier « Haute activité oxyde » situé sur le site de la Hague.

### Les années 2010: début du démantèlement
Les années 2010 marquent le début du démantèlement des installations les plus anciennes du site. L'opération doit traiter 50 000 m3 de déchets sur 25 ans, pour un montant évalué en 2013 à 4 milliards d'euros et un effectif de 500 employés au plus fort des travaux. Les premiers travaux concernent les bâtiments d'UP2 400 qui a fonctionné entre 1966 et 1998.
Les opérations de démantèlement ne cessent de monter en puissance dans le respect du cadre réglementaire. Les travaux sur l’atelier HAO (décret publié en 2009) vont permettre de franchir une étape majeure en 2014 avec la construction de la cellule de reprise des déchets anciens, une opération d’une ampleur inédite.
Depuis 2012, l'Autorité de sûreté nucléaire (ASN) a mis en demeure le site de La Hague à quatre reprises en raison de « plusieurs lacunes sérieuses dans la prise en compte du risque d'incendie » alors qu'un permis feu doit être délivré avant d'entreprendre tous travaux susceptibles d'initier un incendie et en raison du risque de fuite d'un silo de déchets nucléaires (518 tonnes principalement composées de magnésium, de graphite, d'aluminium et d'uranium, entreposées entre 1973 et 1981) prévu pour un entreposage à sec mais qui a dû être rempli d'eau en 1981 face à un incendie.
Première mondiale en 2010 avec la mise en exploitation du « creuset froid »  sur le site Orano la Hague. Cette technologie permet de vitrifier une plus grande gamme de déchets, d’accroitre les cadences de production et d’allonger la durée de vie du matériel. La réalisation de cette innovation témoigne de la collaboration partagée entre le CEA (commissariat à l’énergie atomique) et Areva depuis 25 ans.
Dans le cadre des extensions d’entreposage des déchets vitrifiés Français, le premier CSDV (conteneur standard de résidus vitrifiés) a été entreposé dans EEVLH en 2013. Après finalisation des essais durant l’été et le transfert de garde du bâtiment à l’exploitant le 9 août, la notification d’autorisation de mise en service actif a été transmise à l’établissement le 16 septembre par l’ASN. Ainsi le 17 septembre le premier conteneur « n°14632C » a  été introduit dans le puits A31 à 11 h 28.
En 2013, un homme d'affaires propose à Hydro-Québec de "recycler" le combustible irradié de sa centrale nucléaire de Gentilly à la Hague. En réaction, plusieurs organisations environnementales se prononcent contre l'envoi des déchets nucléaires québécois en France.
Le site Orano La Hague a mutualisé les ressources de formation pour le nord-ouest dans un centre de services communs afin d’étendre l’offre de formation et de garantir les compétences en matière de sécurité. En 2012, l’école des métiers ouvre sur le site Orano La Hague : cet outil indispensable pour le maintien et le développement des compétences a permis la formation en interne de près de 200 personnes sur le travail en boîtes à gants et de 150 en téléopération. En 2013, deux écoles d’ingénieurs de Cherbourg sont venues se former aux pratiques d'Areva.

### 2018: début de l'ère Orano
À la suite de la restructuration de la filière nucléaire en France, le groupe Areva se recentre sur les activités liées au cycle du combustible. Celles-ci sont rassemblées dans une nouvelle entreprise d’abord baptisée NewCo (ou NewAreva). Le 23 janvier 2018, NewAreva devient Orano. Cette modification n’impacte pas l’usine de retraitement de La Hague : seul le nom de son opérateur change.
L’usine emploie 2 900 salariés (hors sous-traitants travaillant sur place). Elle sert de modèle, avec l’usine Melox de Marcoule également exploitée par Orano, pour la construction d’une usine de traitement du combustible usé en Chine : les combustibles usés y seront traités et les produits de fissions seront vitrifiés en vue d’un stockage géologique.

#### Piscines de MOX
L'extension de l'entreposage de déchets, en attendant la mise en place de Cigéo, à Bure, entre Champagne et Lorraine, fait l'objet d'une vive critique de la part des associations antinucléaires,. Selon Reporterre, afin de soulager le site de la Hague,, EDF envisageait initialement de construire une piscine de stockage du MOX à Belleville-sur-Loire. Finalement, le site de la Hague est retenu, pour laquelle l'ASN a rendu un avis positif en juillet 2019,. Cette nouvelle piscine doit permettre le stockage de 6 500 tonnes de combustibles (contre 14 000 tonnes autorisées pour les capacités existantes en voie saturation d'ici 2030 selon l'IRSN) et coûter 1,25 milliard d'euros. Les sols au Nord-Ouest de l'usine sont marqués,. En cas d'assainissement, ils sont transportés au Cires.
À partir de 2018, plusieurs organisations et personnalités publiques soumettent la possibilité l'entreposage à sec des déchets nucléaires : Barbara Pompili, alors députée, le recommande dans un rapport parlementaire. En juin 2018, Jean-Christophe Niel, directeur général de l'IRSN, considère que « la piscine est indispensable pour les combustibles nucléaires usés peu refroidis, et l’entreposage à sec convient bien pour les combustibles refroidis ». EELV et Greenpeace prônent cette dernière solution, mettant en avant que c'est la méthode principale de stockage dans les autres pays utilisateurs de réacteurs nucléaires.

### 2024: Aval du Futur
En 2024, le programme « Aval du Futur » est annoncé, projet de construction de plusieurs installations de retraitement nucléaire en France à l'horizon 2040-2050, dont deux nouvelles usines à La Hague : une usine de traitement des combustibles usés et une autre de fabrication de combustibles MOX sur le modèle de Melox du site de Marcoule. Ce projet doit faire croître les effectifs d'Orano dans la Manche sur la période, les effectifs de l'activité ingénierie devant par exemple passer de 2 000 à 4 000 salariés,.

## Incidents
En avril 1980, une panne du circuit électrique plonge l'usine de retraitement dans le noir.
Le 6 janvier 1981, un incendie d'un silo de stockage contamine 300 travailleurs ; dans un premier temps les autorités affirment que la radioactivité n'a pas franchi les grilles du site, bien qu'un panache de radioactivité ait été détecté. Cet accident alimente les inquiétudes, et est l'occasion d'une guerre de communication entre services de la Cogéma et militants écologistes.
Le 19 mai 2010, l'ASN indique que l'usine a sous-déclaré plusieurs incidents intervenus sur le site en 2010. L'usine a déclaré huit incidents de niveau 1 en 2011, et trois en 2012, selon Areva.
En 2011, le chef de la santé du site a alarmé sur « l'état de la santé mentale des salariés », qui « se dégrade de façon accélérée » depuis deux ans. « En septembre 2012, la direction régionale du travail a constaté un « taux de fréquence des suicides » des salariés « trois fois supérieur à la moyenne de la Manche, elle-même supérieure à la moyenne nationale ». » La direction du travail a mis en demeure Areva en raison des risques pour la santé et la sécurité des salariés et également des risques pour la sûreté des installations.
En janvier 2013, l'ASN a relevé une série de « lacunes sérieuses » sur la sécurité de soixante équipements « sous pression nucléaire ». En mai 2013, Areva a déclaré un nouvel incident de niveau 1 car la température d'un bain d'acide contenant des produits de fission issus du procédé PUREX a dépassé le seuil autorisé. Concernant les équipements nucléaires sous pression, les échéances imposées par l’Autorité de sureté ont été respectées en 2013 conformément aux évolutions de la réglementation.
En octobre 2013, un incident de niveau 1 sur l'échelle INES est survenu dans un atelier de plutonium, en raison d'un taux d'humidité de l'air trop élevé pouvant conduire à une réaction en chaîne. Un défaut d’interprétation de l’alarme est à l’origine de cette situation. Dès détection de cette anomalie les équipes ont engagé les actions nécessaires pour rétablir la situation conformément aux règles d’exploitation. Les autres étapes du procédé n’ont pas été affectées par cet événement. Sur proposition d’Areva, l’incident a été classé au niveau 1 par l’ASN. Cet incident n’a pas eu de conséquence pour le personnel, l’environnement et l’atelier concerné.
Le lundi 8 juillet 2024, à 4 h du matin, une fuite se déclare sur une cuve contenant 40m³ d'acide nitrique recyclé, dans l'enceinte du site de traitement et recyclage des combustibles nucléaires usés (dans un atelier d'entreposage d'acide recyclé). Elle implique la fermeture du site et l'évacuation des salariés ; le pompage de l'acide s'est effectué, en fin de matinée et sur plusieurs jours, dans le bac de rétention prévu à cet effet, sans « aucun rejet dans l'environnement » selon Orano. « Ce n'est pas un évènement radiologique (…) nous n'avons pas déclenché le plan d'urgence » a précisé l'entreprise alors que les causes de la fuite étaient en cours d'étude.

## Rejets d'effluents radioactifs

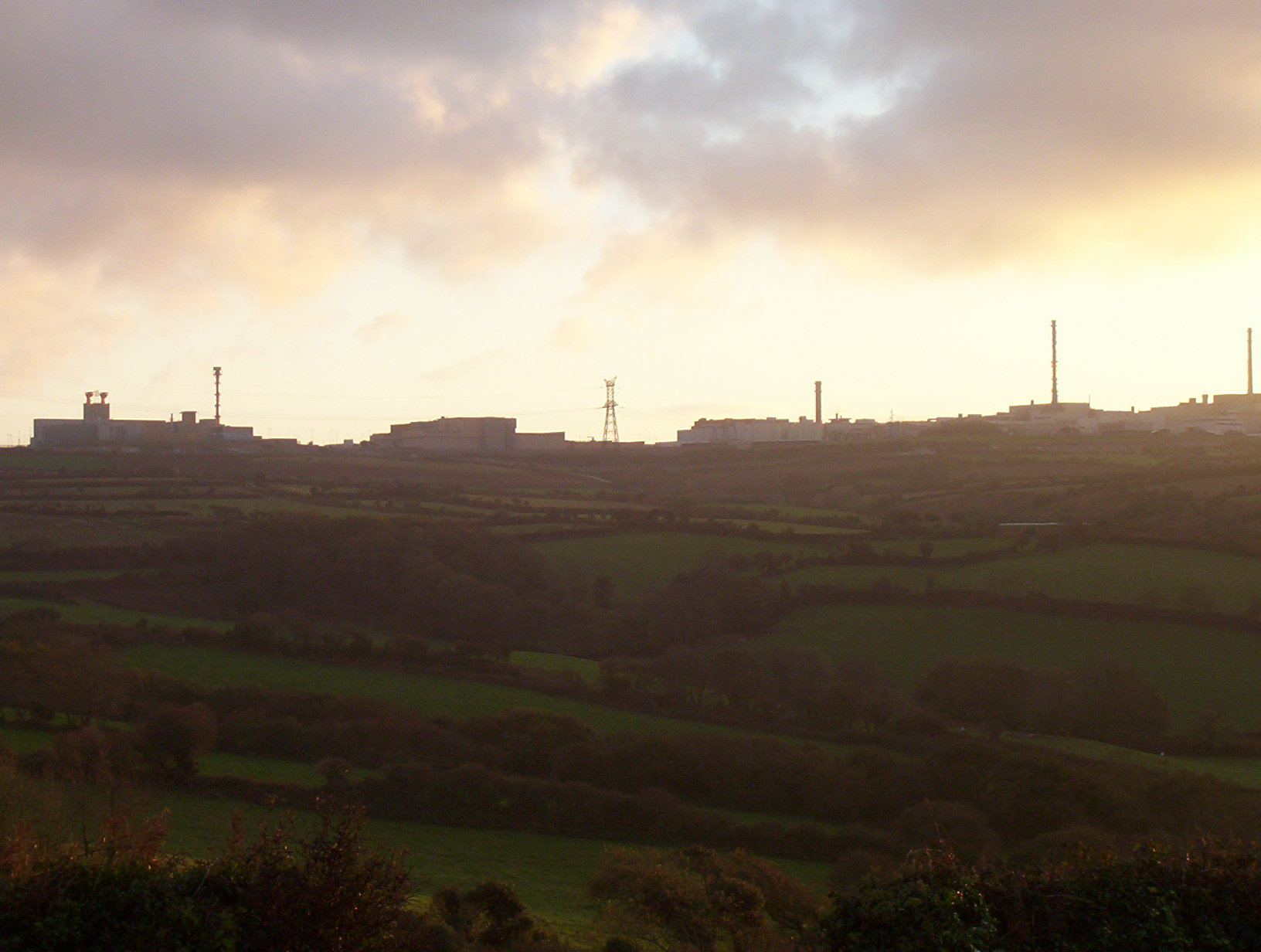
Usine de retraitement de la Hague

Le site rejette dans le Raz Blanchard des effluents radioactifs issus des procédés de traitement des combustibles usés. Ces rejets sont encadrés par des autorisations spécifiques (tritium par exemple). La gestion de ces déchets est dite par dilution (par opposition à une gestion par confinement).
Selon les opposants au nucléaire, l'usine de la Hague est l'une des installations nucléaires les plus polluantes du monde. Greenpeace a par exemple mesuré dans les rejets radioactifs en Manche (230 000 m3/an) et dans l'atmosphère, des concentrations de krypton 85 de 90 000 Bq/m3, alors que le rayonnement naturel est de 1 à 2 Bq/m3 dans l'air. Les activités mesurées dont il est fait état dans la presse, sont de l'ordre de 90 000 Bq/m3 et correspondent à des valeurs habituellement mesurées lors du passage de la veine de rejet qui ne dure que quelques minutes. Des niveaux de 300 000 Bq/m3 ont été parfois atteints, étant entendu que la concentration de krypton 85 en un lieu donné dépend étroitement des paramètres météorologiques.
Pour prévenir les risques liés à la santé publique, Areva NC s'engage à ce que l'impact de l'activité des usines de La Hague ne dépasse jamais une valeur considérée par les experts comme synonyme de « zéro impact ». Le groupe AREVA assure que l'impact de tous les rejets du site sur le groupe de population le plus exposé est équivalent à 1/300 de la radioactivité naturelle.
Le contrôle des rejets radioactifs de l'usine de la Hague a fait l'objet d'un contrôle par Euratom du 10 au 14 octobre 2005. La mission de contrôle « se félicite de l’esprit d’ouverture démontré par les autorités françaises » et a pu conclure que « Les programmes de surveillance radiologique des effluents et de l'environnement mis en place par l'opérateur correspondent à tout point de vue aux exigences règlementaires ».
En mars 2013, un taux anormal de tritium a été mesuré dans l'eau de mer dans la Baie d'Écalgrain par l'Association pour le contrôle de la radioactivité dans l'Ouest (ACRO). L’ensemble des travaux menés par l'IRSN sur la dispersion des effluents liquides de l’usine de la Hague montre que ; à l’échelle de 1 à 2 jours, celle-ci est très largement gouvernée par les courants des marées et les conditions météorologiques. Ainsi des variations très importantes et très rapides de la concentration de tritium peuvent être mesurées. Les mesures observées par l’ACRO correspondent très probablement à un pic de concentration. Les études menées par l’IRSN montrent que la concentration de tritium dans les organismes marins est similaire à celle mesurée dans l’eau de mer. Le réexamen de l’ensemble des éléments par le GRNC permet de conclure que ces pics de concentration de tritium n’ont pas d’impact sanitaire.
L'Association pour le contrôle de la radioactivité dans l'Ouest (ACRO) relève en octobre 2016 une pollution radioactive liée à la présence d'américium-241 près de l'usine Orano de La Hague. Cette pollution est confirmée par l'entreprise en janvier 2017. L'analyse des échantillons par l'Institut de radiophysique du centre hospitalier universitaire de Lausanne révèle également une pollution au plutonium. Areva exclut « un risque sanitaire pour l'homme ».
Selon un rapport de mai 2021 de l’Autorité environnementale, l’usine de retraitement rejette 2 000 tonnes de nitrates et nitrites dans la Manche, chaque année. Ce volume représente plus de 1% de la totalité des rejets d'azote industriels en France, sur la base de l'année 2013. Ces effluents sont issus de l’acide nitrique utilisé pour dissoudre les combustibles irradiés et pour séparer le plutonium, l’uranium et les produits de fission.

## Coopération avec le Japon
En 1993, l'entreprise Japan Nuclear Fuel Ltd. commence la construction de l'usine de traitement de Rokkasho en se basant sur le site de la Hague en coopération avec Areva.
Entre 1995 et 2007, selon Areva, près de 700 tonnes de déchets vitrifiés ont été renvoyés au Japon en vertu de la loi relative aux recherches sur la gestion des déchets radioactifs qui interdit le stockage en France de déchets étrangers.
En avril 2012, le président d'Areva Luc Oursel propose au Japon de retraiter à la Hague le combustible nucléaire usé, entreposé dans les piscines de désactivation de la centrale accidentée de Fukushima.
En avril 2013, 10 tonnes de combustible MOX sont transportées depuis la Hague à destination de la centrale japonaise de Takahama, à l'arrêt depuis la catastrophe de Fukushima en 2011. Selon Greenpeace, un millier d'hommes - français, anglais, américains et japonais - sont mobilisés pour sécuriser le convoi.
Le 5 juillet 2017, un sixième transport de Combustible MOX quitte l’usine de La Hague à destination du Japon, à bord de deux navires britanniques.

## Transport des combustibles

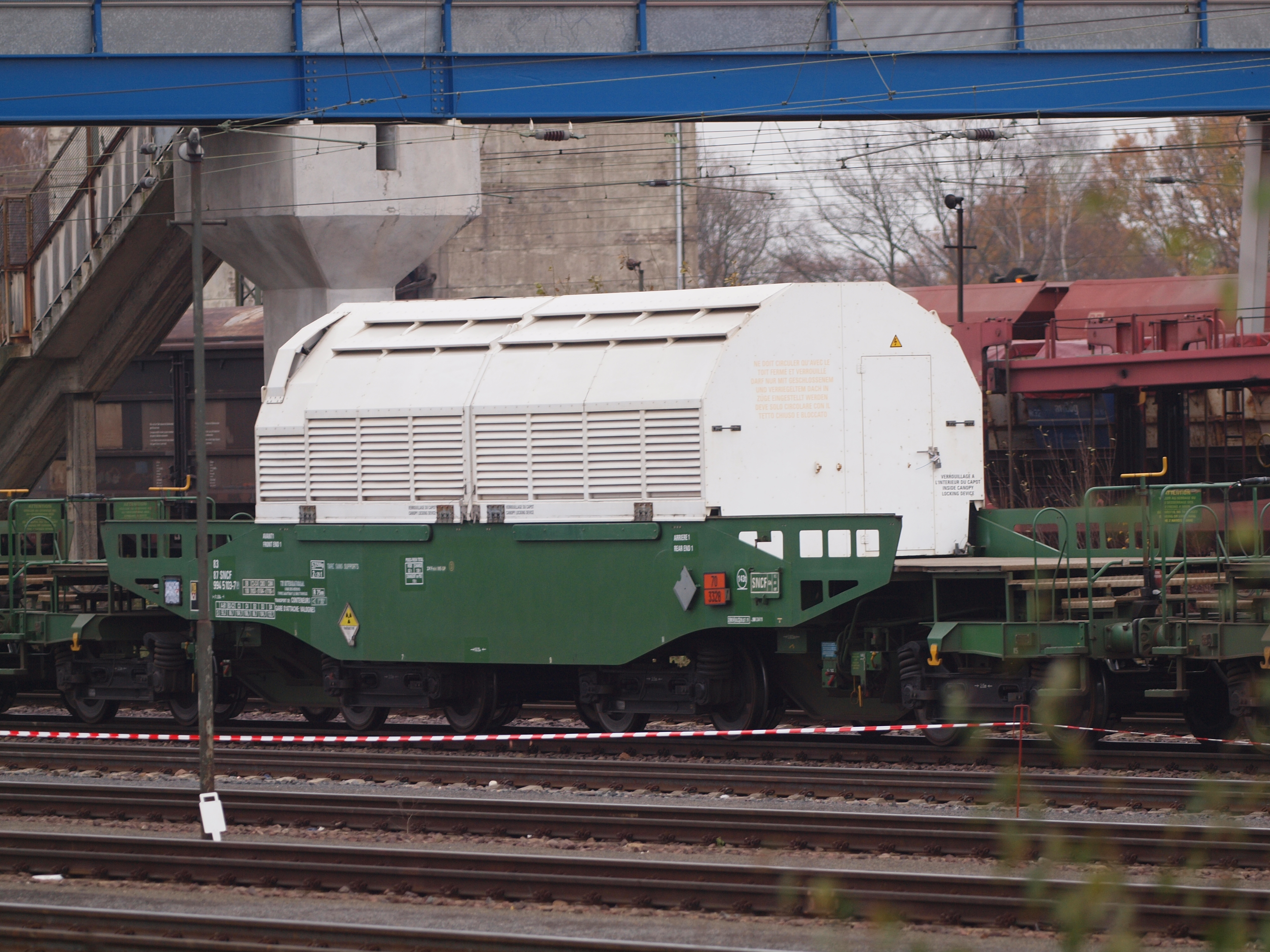
Un transport de combustible vers l'Allemagne

Au total, l’industrie nucléaire réalise 4 500 transports par an, dont 1 000 en provenance ou à destination de l’étranger, 300 pour le combustible neuf, 30 pour le Mox, 200 pour les combustibles usés, 250 pour les expéditions d’UF6 et 60 pour le plutonium. Les transports de combustible nucléaire usé, des matières recyclées et des déchets, en provenance et à destination des clients d'Orano Cycle, qui traversent une partie de la France et d'autres pays (jusqu'à Tomsk en Russie pour leur retraitement partiel), subissent l'opposition des mouvements anti-nucléaires, qui essaient parfois d'arrêter ces transports en bloquant les voies empruntées. Pour des raisons de sécurité, les transports sont généralement gardés secrets.
Les combustibles usés en provenance des réacteurs des clients sont transportés à La Hague dans des emballages de transport offrant des garanties de sûreté. En correspondance des combustibles usés traités, le nitrate d’uranyle est renvoyé vers le Site nucléaire du Tricastin, tandis que le plutonium est destiné à l’usine Melox de Marcoule (Gard) où est fabriqué le combustible MOX.
L’ensemble des transports transitent par le terminal ferroviaire de Valognes, exploité par Areva.
Le 17 avril 2013 sous le contrôle des autorités de sureté, trois emballages contenant des combustibles Mox ont été au port de Cherbourg transbordés sur les navires spécialisés Pacific Heron et Pacific Egret de la compagnie britannique PNTL. Le départ des navires vers le Japon s’est effectué le même jour. Le transport est arrivé au Japon le 27 juin 2013. À ce jour, c’est le cinquième transport de combustible MOX vers le Japon.
En juillet 2017, un convoi de combustible MOX a quitté La Hague à destination du Japon. Transporté par le Pacific Egret, escorté par le Pacific Heron, ce sixième chargement de Mox a rejoint le port de Takahama au Japon le 21 septembre.

## Risques et sécurité

### Risque nucléaireetsécurité nucléaire
Les installations du site de la Hague ont été conçues dans l'espoir de résister à des situations extrêmes quelles que soient leurs origines, naturelles ou malveillantes.[réf. souhaitée]
L'ensemble du site est entouré d'une double clôture périphérique et muni de systèmes de détection et de télésurveillance sophistiqués. L'usine dispose d'un centre de secours et d'un effectif d'une cinquantaine de pompiers spécialisés. La sécurité des installations au sol est assurée en permanence par des forces de sécurité spécialisées propres à Areva.
Afin de répondre aux demandes de l’Autorité de sûreté nucléaire dans le cadre de l'évaluation complémentaire de sûreté faisant suite aux événements de Fukushima, le site Orano La Hague a reçu fin 2013 des véhicules d’intervention équipés pour faire face aux conditions naturelles extrêmes. Le site s’est également doté de deux PC de crise et de repli résistant à des séismes de forte amplitude. Orano La Hague investira plusieurs dizaines de millions d’euros dans cette démarche dans les trois années à venir[Quand ?]
Des milliers de tonnes de combustible nucléaire usé sont stockées en attente de traitement, dont environ 10 000 tonnes de déchets hautement radioactifs répartis dans environ 17 000 containers, et 70 tonnes de plutonium.
Ces combustibles sont protégés par des gaines assemblées et tenues dans des alvéoles métalliques, le tout placé sous quatre mètres d'eau dans des piscines recouvertes de toits semblables à ceux de hangars.
Selon un rapport contesté[Par qui ?] de Wise-Paris publié peu après les attentats du 11 septembre 2001, un accident majeur, tel un crash d'avion de ligne sur une seule des piscines de refroidissement de la Hague, pourrait conduire à un relâchement de césium soixante fois plus important que lors de la catastrophe de Tchernobyl. Le rapport s'inscrit dans le prolongement de l'étude plus complète réalisée par Wise Paris pour le compte de la Direction générale de la recherche du Parlement européen (STOA) au sujet du potentiel toxique des rejets des usines de La Hague et de Sellafield en conditions de normales de fonctionnement.
Le site Orano la Hague est sécurisé, surveillé 24h/24h et dispose d’un plan de surveillance validé par les autorités compétentes. Ce plan de surveillance prend en compte la possibilité d’un survol du site. Chaque installation du site a été conçue pour résister à la chute accidentelle d’un petit aéronef. Le risque de chute d’un avion gros porteur a été analysé par les pouvoirs publics et réévalué à la suite des événements du 11 septembre 2001. Le site de la Hague, point sensible national, placé sous surveillance des moyens de l’État (contrôle aérien, gendarmerie…) bénéficie de moyens de protection, qui reposent en particulier sur une zone d’interdiction temporaire de survol de 1 000 mètres au-dessus du site, et par la possibilité d'abattre un avion civil gros porteur rempli de passager qui se dirigerait vers une installation nucléaire.
Le Centre Technique de Crise militaire de l'Institut de radioprotection et de sûreté nucléaire est chargé de coordonner les opérations en cas d'attaque d'une installation nucléaire. Des patrouilles opérationnelles d'avions de chasse sont prêtes à intervenir 24/7 dans un délai très court. Le site de La Hague présente la particularité d'être à quinze minutes (portée opérationnelle maximum pour cette mission) des deux bases militaires les plus proches de Lann Bihoué et de Creil (quinze minutes à partir du moment où l'alerte a été officiellement déclenchée par le Premier ministre dont c'est la prérogative). Le livre blanc sur la sûreté des installations nucléaire civile de la Manche souligne toutefois que « le plus souvent, le constat (du survol prohibé) est fait a posteriori : il y a interception mais après le survol de la zone interdite. », les chasseurs arrivent trop tard.
Le Commissariat à l'énergie atomique (CEA) crée en 1955 le centre de production de plutonium pour ses utilisation militaires de Marcoule. Puis en 1961, pour pallier une éventuelle défaillance de Marcoule, le CEA met en projet une seconde usine d'extraction de plutonium à la Hague. Le site de la Hague prépare, conditionne et envoie annuellement une centaine de convois routiers transportant environ 15 tonnes de plutonium par an vers le Site nucléaire de Marcoule. L'association Greenpeace a enquêté sur ces transports de plus de 1000km et dénoncé les risques extrêmes, la vulnérabilité et l'aberration industrielle de ce transport de matières nucléaires très sensibles. En 2015, l'Agence internationale de l'énergie atomique (AIEA) avait recensé 2889  "incidents" non élucidés de trafic illicite, vols ou pertes ou autres activités prohibées impliquant des matières nucléaires ou radioactives, soulignant la persistance des incidents, la forte probabilité d'un trafic criminel et un danger permanent pour la sécurité nucléaire.
En 2014, Les autorités nucléaires ont reconnu que des drones avaient survolé illégalement l'ensemble des installations nucléaires françaises « sans exception », la présence de ces drones reste officiellement inexpliquée. Les ravages constatés en zone de guerre à la suite d'attaques par de simples drones grand public customisés, posent la question des risques sur les sites nucléaires, et sur la Hague en particulier.
Les mesures de sécurité en place sur le site de la Hague sont adaptées en permanence en fonction de l’évolution des menaces. Les informations relatives à la sécurité du site et à sa protection sont couvertes par le secret de la défense nationale. Un secret fragile, convoité par d'innombrables organisations criminelles, qui ne permet d'évaluer ni les risques encourus par la population, ni de valider la pertinence des dispositions de sécurité couvertes par le secret.
Interdite de survol jusqu'à 1 200 m depuis le niveau de la mer, l'usine est surveillée en permanence par des radars et, entre le 19 octobre 2001 et mars 2002, par des lance-missiles Crotale,.

### Risque sanitaire
Le risque le plus important est a priori lié au risque d'accident nucléaire.
Un autre risque, mal évalué et discuté est lié à l'exposition aux faibles doses de radionucléides émis dans l'air ou en mer par le centre de retraitement. L'évaluation des risques est rendue difficile par le fait que la cinétique environnementale des polluants rejetés dans l'air ou en mer est encore mal connue, parce que les rejets ont fortement évolué durant la vie de l'usine (augmentation importante depuis les années 1970-1980), et parce que les rejets d'une usine de retraitement sont très supérieurs et d'une nature très différente à ceux des installations nucléaires de production d'électricité (par exemple, en 1994, comparativement aux deux réacteurs EDF de Flamanville, la COGEMA a officiellement rejeté en mer 8 775 fois plus d'émetteurs bêta-gamma, 270 fois plus de tritium ; et 97,3 GBq d'émetteurs alpha pour lesquels les centrales EDF n'ont pas d'autorisation de rejet).
L’arrêté du 10 janvier 2003 (modifié le 8 janvier 2007) fixe des limites de rejets avec une importante marge de sécurité. En effet, un calcul montre que si toutes les limites de rejet étaient atteintes sur une année, l’impact radiologique sur les populations de référence serait d’environ 2 % de ce qui est autorisé par la réglementation française. La valeur limite est de 1 mSv/an pour la population (Article R 1333-8 du code de la santé publique).
D’un point de vue radiologique, l’impact du site est cent fois inférieur à la radioactivité naturelle. L’impact est calculé depuis 2004 à l’aide d’un modèle issu des travaux du GRNC (Groupe Radio écologie Nord Cotentin). Il se fonde sur un « groupe de référence », population susceptible d’être la plus exposée du fait de sa localisation et de son mode de vie[réf. nécessaire].
À la fin des années 1980, à la suite de la détection d'un cluster de cancer (risque de leucémies multiplié par 10) autour de l'usine de traitement des combustibles et d'entreposage des déchets hautement radioactifs de Sellafield en Angleterre) et à la suite de l’observation d'autres anomalies (surmortalité, surmorbidité) ailleurs dans le monde (ex Complexe nucléaire de Hanford aux États-Unis); ou au Royaume-Uni autour de l'usine de retraitement de Dounreay,, ainsi que près des centres atomiques militaires d'Aldermaston et de Burghfield ou encore de l'Établissement de recherche atomique d'Harwell ou au voisinage de la centrale nucléaire de Hinkley Point (pour les 10 premières années), des chercheurs s'intéressent aux causes de mortalité par cancer, dont leucémies, dans le monde, autour de diverses installations nucléaires. Une première hypothèse était une délétion de l'ADN du spermatozoïde chez des pères exposés (risque de leucémie significativement augmenté pour les enfants de pères exposés à plus de 100 mSv dans leur vie de travailleur ou à plus de 10 mSv dans les 6 mois précédent la conception de l'enfant), mais insuffisamment explicative à Sellafield, notamment pour des cas de leucémies chez des enfants dont le père n'avait pas été exposé à la radioactivité par leur métier. Il y avait donc une ou d'autres causes à rechercher.
En 1990, par J.F. Viel (épidémiologiste et chef de service au CHU de Rennes, spécialiste du radon) et Sylvia Richardson produisent une étude sur la mortalité par leucémies chez les enfants et jeunes adultes dans un rayon de 35 km autour de l'usine de la Hague (en distinguant 3 groupes d'âge entre 0 et 24 ans). De 1968 à 1986, un seul décès a été signalé près de l'installation nucléaire, ce qui n'indique pas selon les auteurs une situation anormale, conclusion réaffirmée par deux autres études, (bien que pour des durées et distances à l'usine différentes).
J.F. Viel et d'autres s'intéressent ensuite non pas à la mortalité, mais à la morbidité (taux de maladies), car des progrès ont été faits en matière de guérison des leucémies (environ 50 % sont maintenant soignées). Trois ans plus tard (1993) une étude de morbidité est publiée faisant un premier point sur l'incidence des leucémies dans la même population. 3 cas signalés de 1978 à 1990, les auteurs notent 3 cas de leucémie, dans un rayon de moins de 10 km, alors que statistiquement 1,2 cas étaient prévus par les modèles (selon référence au registre du Calvados). Cette surincidence apparente reste cependant statistiquement non-significative, mais attire l'attention, car d'autres surincidences sont notées autour d'autres installations nucléaires.

Peu après (en 1995), les épidémiologistes réévaluent la morbidité par leucémies chez les moins de 25 ans autour de l'usine avec 3 modèles statistique plus pointus qui montrent cette fois une sur-incidence statistiquement significative, dans la zone la plus proche de l'usine de la Hague, avec de 1978 à 1992 4 cas déclarés de leucémie (contre 1,4 attendus) à moins de 10 km de l'usine, soit un 2,8 fois plus élevé que ce qu'on attendait au vu du RIS (rapport des Incidences Standardisées). À ce stade, rien ne prouve un lien avec la radioacivité. L'Inserm et la Ligue nationale contre le cancer, avec trente-trois médecins locaux, sous la supervision de D. Pobel et J.F. Viel conduisent alors une étude " cas-contrôle " afin de détecter une éventuelle cause environnementale. L'étude comparative porte sur 27 jeunes malades diagnostiqués de 1978 à 1993 et sur un groupe témoin étroitement apparié de 192 jeunes avec enquête sur le métier et les facteurs de risques liés à la vie des parents et des enfants, l'exposition des parents à des champs électromagnétiques, exposition anténatale ou postnatale à des infections virales, à des rayons X, etc.). La fréquentation des plages (par les mères quand elles étaient enceintes (risque multiplié par 4,5) et/ou par les enfants eux-mêmes (risque multiplié par 2,9) apparait comme le facteur de risque le plus évident, mais une relation significative est aussi notée avec la consommation régulière de produits de la mer (risque multiplié par 3,7), et en 4e position avec le fait de vivre dans une maison en granit (ce qui évoque le radon comme cause supplémentaire, mais non principale).

Les ministres de l'Environnement et de la Santé français constituent un groupe d'experts indépendants sur la question.
Début 2006, l’institut de veille sanitaire publiait dans le bulletin épidémiologique hebdomadaire une étude mettant un terme à la polémique sur les risques de leucémies infantiles autour des sites nucléaires. La principale conclusion est la suivante : Le nombre de cas de leucémies autour de ces sites se situe dans la moyenne nationale.
Le GRNC a mis au point et utilisé suivant une approche pluraliste, une méthode de calcul des impacts des rejets de l’usine de La Hague. Présentée en juillet 1998, cette méthode intégrée par COGEMA a permis l’élaboration de l’étude d’impact associée à la révision des décrets d’autorisation de l’usine.
En juillet 1999, le Groupe Radioécologie Nord Cotentin animé par Mme Sugier de l’IPSN rend ses conclusions dans un rapport. Celles-ci sont les suivantes : «  Aucun lien n’a pu être démontré entre l’usine nucléaire de La Hague et l’excès de leucémies ». En ne retenant que les personnes ayant des comportements supposés maximiser l’exposition, le risque n’augmente pas de façon notable, démontrant que l’impact sanitaire est nul.
À ce jour des études périodiques sont réalisées par l’Inter-CLI de la Manche. La commission locale d’information (CLI) du site de retraitement, « qui regroupe élus locaux, syndicalistes et associations environnementales » demande le 27 avril 2017 à l’Autorité de sûreté nucléaire (ASN) une « vigilance accrue » en raison d'une « diminution de la sûreté des installations ».

## Impact sur l'économie locale
Orano, du fait de ses activités sur le site Orano La Hague, est le premier employeur du nord-cotentin avec 2 900 salariés Orano en 2017.
La filière nucléaire occupe une place prépondérante dans l’activité économique du Cotentin. Cinquante ans de grands chantiers ont fortement affecté le territoire et ont eu un effet direct sur le développement économique du Cotentin et de ses infrastructures. Au total, ce sont près de 13 000 personnes qui travaillent pour une entreprise de la filière nucléaire. Ces personnes sont réparties à parts quasi égales entre Areva, EDF, DCNS et une centaine d’entreprises sous-traitantes.
Entre 1962 et 2010 la population du canton de Beaumont-Hague a doublé, passant de 5 431 à 11 931 habitants. Les autres cantons proches de La Hague enregistrent également une hausse. On note également une évolution notable des catégories socioprofessionnelles.
Le tonnage de combustibles traités est en tendance croissante. En effet il a augmenté de plus de 25 % entre 2008 et 2013 passant de 937 à 1 172 tonnes traitées.
Sur le site de La Hague, certaines installations historiques, construites dans les années 1960, sont en cours de démantèlement. Ce démantèlement est réalisé sous la surveillance de l’ASN qui y réalise des inspections périodiques.

### Filmographie
- Documentaire : [vidéo] Ultimatom, réalisé par Laurent Tabet sur la Hague au cœur de l'industrie nucléaire française (50 min en Realvideo 33Kb).
- Documentaire : Déchets, le cauchemar du nucléaire de Eric Gueret, Arte Vidéo.